# Карл Ґлусман
Карл Ґлусман (нар. 3 січня 1988) — американський актор. Він відомий завдяки головній ролі у скандальній драмі Гаспара Ное «Любов» (2015).

## Раннє життя
Глусман народився в Бронксі, Нью-Йорк. Його сім'я переїхала в Портленд, штат Орегон, коли йому було шість місяців. Його батько — німецький єврей, а мати — ірландська католичка. Він відвідував середню школу Лейк Освего, а потім вступив до Портлендського державного університету, але кинув навчання через рік. Бажаючи стати актором, він відвідував курси акторської майстерності під час навчання в коледжі та в Портлендській акторській консерваторії. Пізніше він відвідував Студію Вільяма Еспера в Нью-Йорку.

## Кар'єра
Після зйомок у телевізійній рекламі для Adidas переїхав до Франції, де аргентинсько-французький кінорежисер Гаспар Ное запросив його у фільм «Любов», що дебютував на Каннському кінофестивалі 2015 року. Прем'єра встановила рекорд для фестивалю, продавши всі 2200 місць у Palais des Festivals et des Congrès. У Каннах Глусман познайомився з режисером і модельєром Томом Фордом, який взяв його на роль у фільмі «Нічні тварини» (2016). У 2016 році Глусман з'явився в трилері Ніколаса Віндінга Рефна «Неоновий демон». У 2020 році разом з Томом Генксом зіграв у фільмі Аарона Шнайдера «Хорт».

## Особисте життя
У 2016 році Глусман почав стосунки з актрисою Зої Кравітц. В  інтерв'ю, опублікованому в жовтні 2018 року, Кравітц заявила що вони заручилися у лютому того ж року. Глусман і Кравітц одружилися 29 червня 2019 року в Парижі, у будинку батька Зої Кравітца, музиканта Ленні Кравіца. Кравітц подала на розлучення 23 грудня 2020 року після 18 місяців шлюбу. Розлучення було оформлено в серпні 2021 року.

## Фільмографія

### Кінофільми
| Рік  |    | Українська назва            | Оригінальна назва           | Роль              |
| ---- | -- | --------------------------- | --------------------------- | ----------------- |
| 2012 | мф | Зірковий десант: Вторгнення | Starship Troopers: Invasion | Gunfodder (голос) |
| 2015 | ф  | Щуролов                     | Ratter                      | Брент             |
| 2015 | ф  | Стоунволлські бунти         | Stonewall                   | Джо Олтмен        |
| 2015 | ф  | Любов                       | Love                        | Мерфі             |
| 2015 | ф  | Іскри                       | Embers                      | Хаос              |
| 2016 | ф  | Неоновий демон              | The Neon Demon              | Дін               |
| 2016 | ф  | Нічні звірі                 | Nocturnal Animals           | Лу Бейтс          |
| 2019 | ф  | Рани                        | Wounds                      | Джефрі            |
| 2019 | ф  | Lux Æterna                  | Lux Æterna                  | Карл              |
| 2019 | ф  | Поза підозрою               | Above Suspicion             | Джо-Беа           |
| 2020 | ф  | Грейхаунд                   | Greyhound                   | Еппштейн          |
| 2022 | ф  | Спостерігач                 | Watcher                     | Френсіс           |
| 2023 | ф  | Бог – це куля               | God Is a Bullet             | Сайрус            |
| 2023 | ф  | Плазуни                     | Reptile                     | Сем Гіффорд       |
| 2023 | ф  | Байкери                     | The Bikeriders              | Коркі             |
| 2024 | ф  |                             | Little Death                | Грейді            |
| 2024 | ф  | Громадянська війна          | Civil War                   | помічник снайпера |
| 2025 | ф  | Ені-Бені                    | Eenie Meanie                | Джон              |
| 2025 | ф  | Людина, що біжить           | The Running Man             | мисливець         |

### Телебачення
| Рік  |    | Українська назва | Оригінальна назва | Роль                              |
| ---- | -- | ---------------- | ----------------- | --------------------------------- |
| 2011 | мс | No. 6            | No. 6             | Йомінг (англ. дубляж, 6 епізодів) |
| 2017 | с  | Циганка          | Gypsy             | Сем Даффі (10 епізодів)           |
| 2020 | с  | Розроби          | Devs              | Сергій (4 епізоди)                |
| 2023 | с  | Ідол             | The Idol          | Роб (2 епізоди)                   |